# Thrypticomyia sparsiseta
Thrypticomyia sparsiseta là một loài ruồi trong họ Limoniidae. Chúng phân bố ở miền Australasia.